# Lorenz E. Zimmerman
Lorenz Eugene Zimmerman (* 15. November 1920 in Washington, D.C.; † 16. März 2013 in Towson, Maryland) war ein US-amerikanischer Augenarzt und Pathologe.

## Leben
Zimmerman studierte Medizin an der George Washington University mit dem Bachelorabschluss 1943 und dem M.-D.-Abschluss 1945. Seine Facharztausbildung (Internship) absolvierte er am D.C. General Hospital und am Walter Reed Army Medical Center (Residency in Pathologie). Nach dem Abschluss seiner Facharztausbildung diente er als Feldarzt (Leiter des Pathologie-Labors) bis 1952 im Koreakrieg, wofür er mit dem Bronze Star und der Legion of Merit ausgezeichnet wurde. 1952 erhielt er sein Diplom in Pathologie. In Washington D.C. war er nach seiner Rückkehr am Armed Forces Medical Institute des Walter Reed Army Medical Center, wo er den Rest seiner Karriere blieb und ab 1954 Leiter der ophthalmischen Pathologie war. Zu seinen Schülern dort gehörte unter anderem der spätere Augenarzt und Erlangener Lehrstuhlinhaber Gottfried Naumann. Ab 1954 war Zimmerman außerdem Associate Professor und seit 1963 Professor für ophthalmologische Pathologie an der George Washington University. Seit 1983 war er Professor für Ophthalmologie und Pathologie an der Georgetown University. Nach seinem Eintritt in den Ruhestand lebte er in Baltimore und ab 2002 an der Blakehurst Ruhestand–Gemeinschaft in Towson, Maryland. Dort erlag er am 16. März 2013 den Komplikationen einer Atemwegsinfektion im 92. Lebensjahr. Er war verheiratet seit 1960 mit Anastasia U. Zimmermann, die bereits zehn Tage nach Zimmermanns Tod an Herzinsuffizienz starb, und hatte sechs Kinder.
Er galt in den USA als Begründer der modernen ophthalmologischen Pathologie und war Gründungsmitglied der Verhoeff Society of Ophthalmic Pathology. Neben einem Standard-Lehrbuch publizierte er über 300 wissenschaftliche Veröffentlichungen.
1976  erhielt er den Ernst Jung-Preis. Er erhielt den Helen Keller Prize for Vision Research, den Pisart Award, die niederländische Donders Medaille und die Lucien Howe Medal der American Ophthalmologic Society. Er war Ehrendoktor der University of Illinois. Ihm zu Ehren stiftete die American Society for Ophthalmic Pathology die Lorenz E. Zimmerman Lecture.

## Schriften
- mit Michael J. Hogan: Ophthalmic Pathology. 2. Auflage,[5] Saunders, Philadelphia PA 1962.